# Sophia Holt
Sophia Holt (Zwolle, 24 juni 1658 – aldaar, 17 september 1734) was een amateur-kunstschilder in de Gouden Eeuw.

## Leven en werk
Holt was een dochter van Johan Holt (1609-1682), stadssecretaris van Zwolle, en Vreda Crans. Ze trouwde op 22 december 1689 de predikant Mattheüs Noppen (1648–1733). Het echtpaar kreeg drie kinderen.
Sophia Holt kreeg vier jaar schilderles van de Dordtse schilder Wilhelmus Beurs, samen met haar (achter)nichten Aleida Greve, Anna Cornelia Holt en Cornelia van Marle. Beurs droeg een instructieboek dat hij in 1692 publiceerde aan de dames op. Van Holt is één groot doek bewaard gebleven, het historiestuk De zelfmoord van Cleopatra (1686), dat in het Vrouwenhuis in Zwolle hangt.
Holt overleed op 76-jarige leeftijd en werd begraven in de Grote Kerk in Zwolle.